# Església de Sant Joan (Leipzig)
LEsglésia de Sant Joan (Johanniskirche) era una església evangèlica luterana als suburbis orientals de Leipzig. Es trobava a la Johannisplatz, a l'est del centre de la ciutat. Va cremar durant la Segona Guerra Mundial. Les ruïnes de la nau van ser enderrocades l'any 1949 i la torre va ser volada l'any 1963. Bach va ser enterrat al cementiri d'aquesta parroquia l'any 1750.

## Història
Com a església de Sant Joan, va ser construïda al segle XIV com a successora d'una capella més antiga de l'hospital de Sant Joan Baptista davant de la Porta Grimma, parcialment destruïda a la Guerra d'Esmalcalda el 1547, després enderrocada i reconstruïda entre 1582 i 1584. El 1742 l'església va rebre un orgue de 22 registres de Johann Scheibe, que va ser aprovat per Johann Sebastian Bach i Zacharias Hildebrandt. Scheibe va instal·lar tubs de l'orgue del niu de l'oreneta de l'església de Sant Tomàs, que havia estat desmuntat dos anys abans, en aquest orgue. No va ser fins al 1746–1749 que la torre de l'església es va construir en estil barroc.

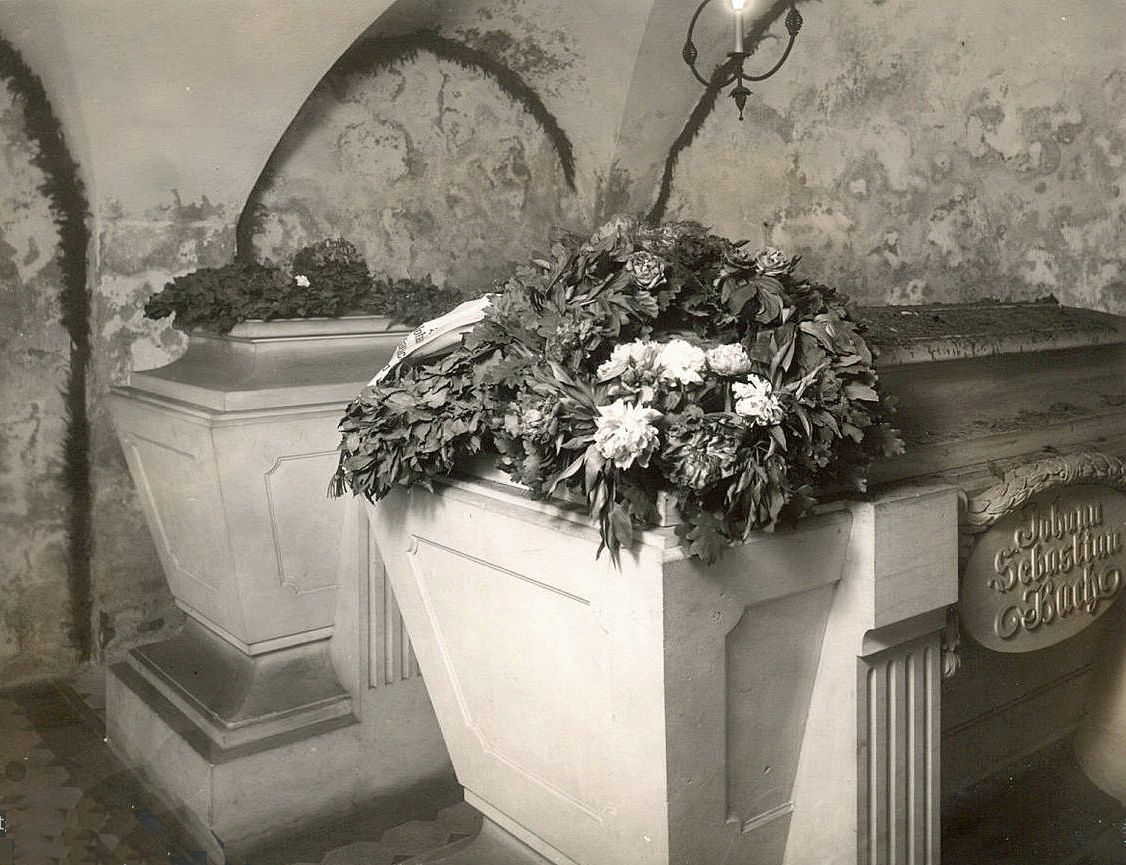
Cripta de Bach Gellert (vers 1930)

Durant i després de la batalla de Leipzig, l'església va servir com a hospital fins al 1814. Entre 1894 i 1897 va ser enderrocat, a excepció de la torre. L'orgue de disc, que havia estat reconstruït diverses vegades per llavors, va ser desmuntat i emmagatzemat abans de ser enderrocat. En lloc de l'antiga nau es va construir un edifici basat en plànols d'Hugo Licht d'estil neobarroc. Segons fonts de l'època, la tomba de Bach es trobava "a sis passos directament davant de la porta del costat sud de l'església". Els presumptes ossos de Johann Sebastian Bach, que van ser exhumats quan el mur sud de la nau va ser enderrocat el 22 d'octubre de 1894, i els ossos de Christian Fürchtegott Gellert van ser enterrats en sarcòfags el 16 de juliol de 1900 en una cripta sota la altar de l'església.
Després de l'incendi de l'església en el bombardeig a Leipzig el 4 de desembre de 1943, l'administració de la ciutat va fer enderrocar les ruïnes de la nau el 1949 i retirar les runes. Va resultar que els taüts de Bach i Gellert no estaven malmesos. Segons la tradició, les presumptes restes de Bach van ser traslladades a l'església de Thomas el 28 de juliol de 1949, utilitzant un carro de mà, i les restes de Gellert van ser traslladades a l'església paulina. Segons altres informacions, els taüts de pedra només van ser descoberts en el curs de netejar les runes a la tardor de 1949, salvats per un paleta atent de ser abocats a l'abocador de runes i les presumptes restes de Bach van ser portades per aquest paleta a Sant Tomàs. El púlpit de l'església va anar al Museu d'Història de la ciutat de Leipzig.
La part de maó de la torre de l'església es va conservar i es va reformar parcialment l'any 1956. Malgrat un concurs de disseny per preservar la torre i nombrosos compromisos de la ciutadania i la protecció dels monuments, la ciutat va decidir l'any 1963, per iniciativa del Partit Socialista Unificat d'Alemanya (SED), retirar la torre, que va ser volada el 9 de maig de 1963.
La Parròquia de Sant Joan, que ara no tenia cap església pròpia, es va integrar a la Parròquia de Nikolai.
Després de la reunificació alemanya i la reforma de l'Estat Lliure de Saxònia, el 2003 es va fundar l'Associació de Ciutadans de la Torre de l'església de Sant Joan, quaranta anys després de la demolició amb l'objectiu de reconstruir la torre de l'església al seu emplaçament històric. Inicialment simbòlicament, es va aixecar una creu de fusta a "Johannisplatz" el 4 de desembre de 2013 per commemorar la nit del bombardeig i la voladura de la torre de l'església.
El novembre de 2014, la cripta va ser descoberta, examinada i coberta temporalment de nou. S'han conservat i s'han de restaurar dues grans figures de Gellert de marbre d'un epitafi que antigament es trobava a la capella meridional de l'església de Sant Joan.

## Galeria de vistes de Sant Joan

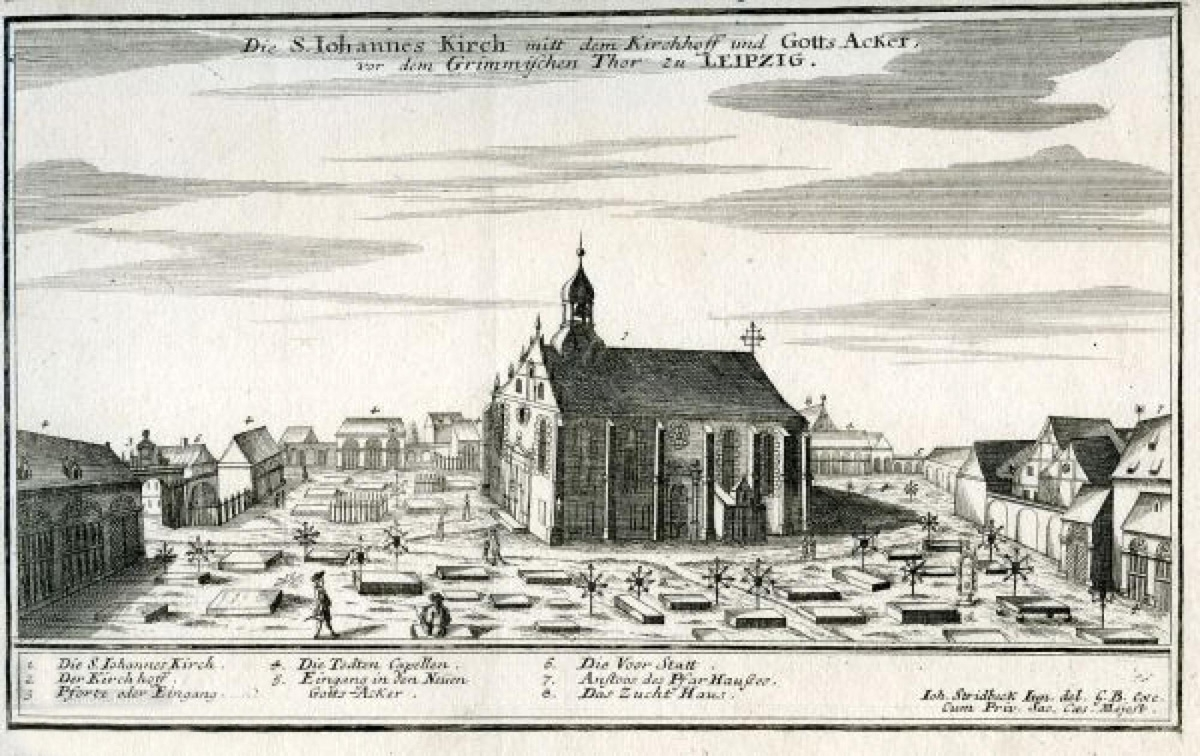
Església de Sant Joan en un gravat cap al 1700
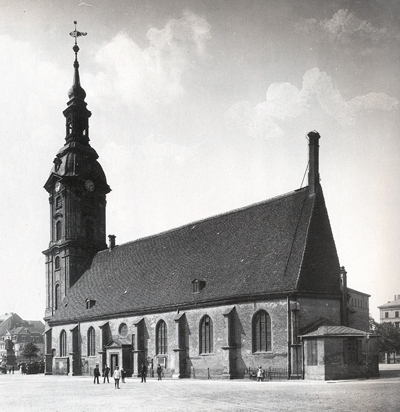
1887, abans de la renovació d'Hugo Licht
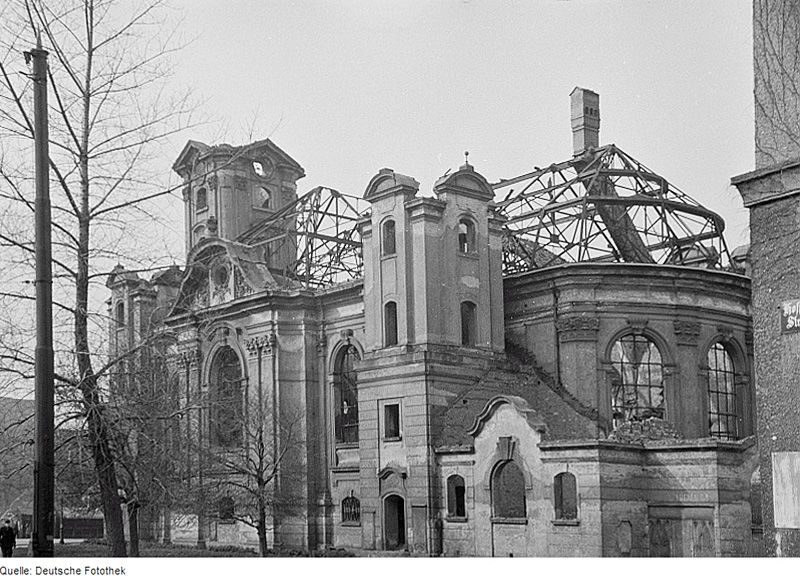
Després del bombardeig
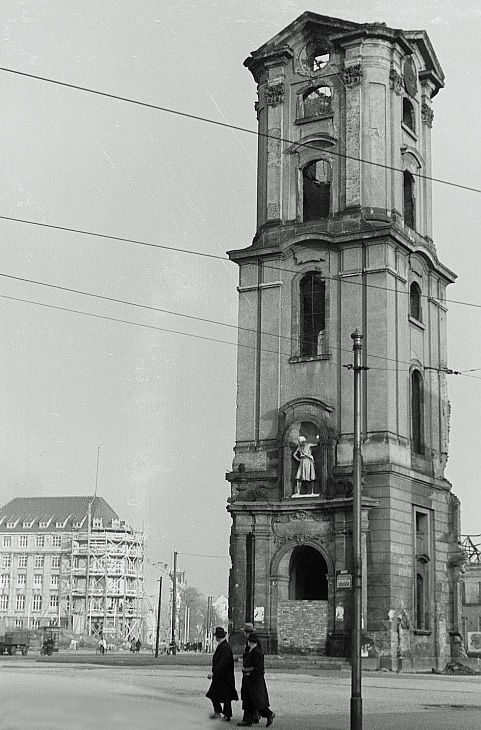
Torre conservada l'any 1951
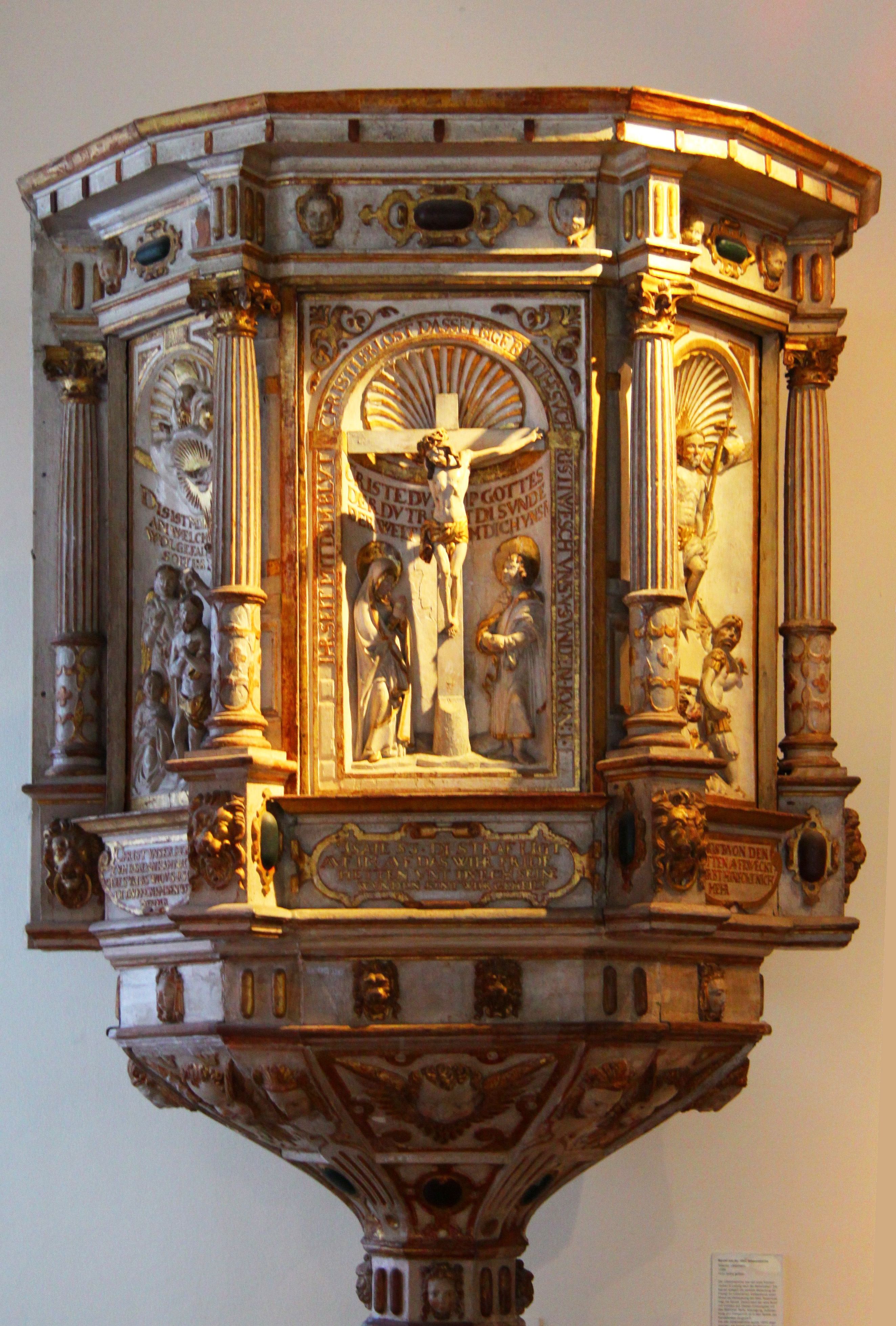
Púlpit al museu d'història de la ciutat
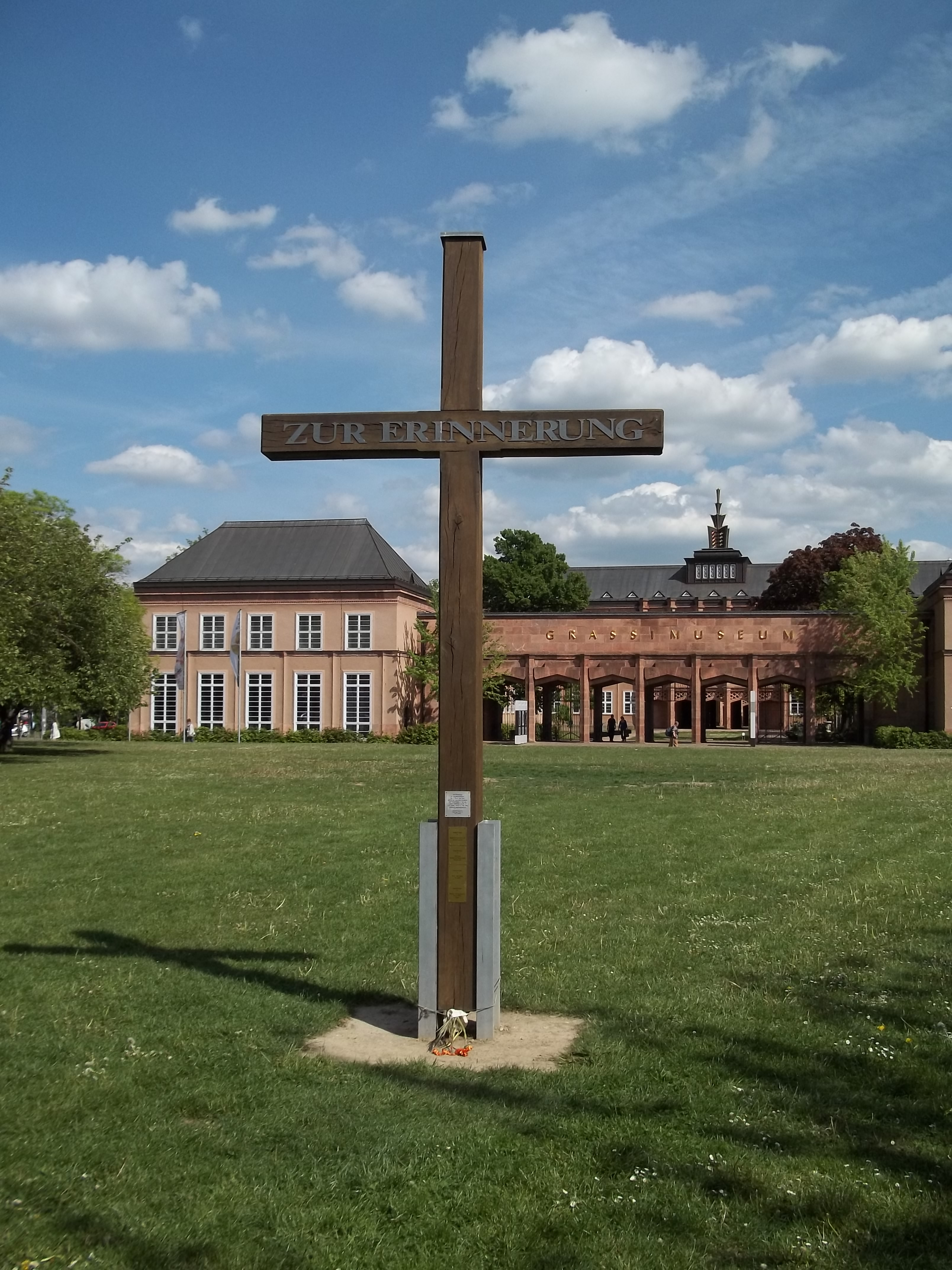
Creu commemorativa del 2013